# Pantere
Pantere (Panthera) su rod životinja iz porodice mačaka, a pripadaju potporodici velikih mačaka.
- U rod Panthera se ubrajaju:

- jaguar (Panthera onca) (Linnaeus, 1758)
- lav (Panthera leo) (Linnaeus, 1758)
- leopard (Panthera pardus) (Linnaeus, 1758)
- snježni leopard (Panthera uncia) Schreber, 1775
- tigar (Panthera tigris) (Linnaeus, 1758)

Izumrle vrste:
- europski jaguar, Panthera gombaszoegensis Kretzoi, 1938
- Panthera palaeosinensis (Zdansky, 1924)
- Panthera schaubi (Hemmer, 1965)
- Panthera schreuderi Von Koenigswald, 1960
- Panthera zdanskyi Mazák, Christiansen & Kitchener, 2011
- Panthera crassidens Broom, 1948

Ovaj rod ima, za razliku od ostalih životinja iz ove porodice, jezičnu kost koja im omogućuje specifično glasanje rikom. Snježni leopard (Uncia uncia) koji  pripada u rod panthera, ne može rikati, on samo "frkće".
Crna pantera, za koju se kao sinonim često koristi samo naziv pantera je varietet leoparda ili jaguara koji se, zbog melanizma, ponekad javlja u crnoj boji. Do toga dolazi zbog pretjerano velike količine pigmenta koje dovodi do potpuno crne boje njihovog krzna. Pantere, odnosno, crne pantere nisu zasebna vrsta, to su samo drugačije obojene jedinke dviju navedenih vrsta velikih mačaka.